# Curt Elze
Curt Elze (* 16. Februar 1885 in Halle; † 9. April 1972 in Kassel) war ein deutscher Anatom, Hochschullehrer und Rektor der Universität Rostock.

## Leben und Wirken
Curt Elze war der Sohn des Juristen Curt Elze (1852–1937) und dessen Ehefrau Lina (1857–1936), geborene Frenkel. Sein jüngerer Bruder war der Offizier und Militärhistoriker Walter Elze. Seine Schullaufbahn beendete Elze 1902 mit dem Abitur in seiner Heimatstadt. Danach absolvierte er ein Studium der Medizin an den Universitäten Freiburg und Halle, welches er 1907 mit dem medizinischen Staatsexamen abschloss. In Freiburg arbeitete er bei dem Anatomen Fritz Keibel (1861–1929) und forschte zur Entwicklungsgeschichte des Menschen.
Nach dem Medizinalpraktikum wurde er im Dezember 1908 zum Dr. med. promoviert und im Monat darauf approbiert. Anschließend war er Prosektor bei dem Anatomen Franz Hochstetter (1861–1954) an der Universität Wien. Von 1912 bis 1921 arbeitete er an der Universität Heidelberg, wo er 1912 in Anatomie habilitiert und zum Privatdozent ernannt wurde. Nach Ausbruch des Ersten Weltkrieges leistete er zunächst als Truppenarzt Kriegsdienst und ab 1916 Dienst in einem Heidelberger Lazarett.
Seit 1916 war er mit Annemarie (1892–1995), geborene Keil, verheiratet. Das Paar bekam zwei Söhne, Reinhard Elze und Martin Elze, sowie zwei Töchter.
Im Oktober 1918 wurde er in Heidelberg zum außerordentlichen Professor ernannt und wechselte im April 1921 als Prosektor an die Universität Gießen, wo er ebenfalls als außerordentlicher Professor wirkte.
Zum 1. Oktober 1921 wurde er auf den Lehrstuhl für Anatomie der Universität Rostock berufen, wo er als Direktor auch dem Anatomischen Institut vorstand. An der Medizinischen Fakultät war er 1926/1927 Dekan. Von März 1931 bis Februar 1932 war er zunächst Rektor und danach ein Jahr Prorektor der Universität Rostock. Hierbei wurde der als Demokrat geltende Elze dem „deutschnational“ gesinnten Kandidaten vorgezogen. Seine Rektoratsrede widmete er dem Thema Die erzieherische Aufgabe der Anatomie.
Die Arbeit von Curt Elze während der Zeit des Nationalsozialismus bedarf einer differenzierten Betrachtung. Bereits 1934 trat er dem NS-Lehrerbund bei und gehörte auch der NSV und dem Reichsluftschutzbund an. Zum 1. April 1940 trat er der NSDAP bei (Mitgliedsnummer 8.007.883). Im Oktober 1936 wechselte er auf den Lehrstuhl für Anatomie nach Gießen und wurde vom örtlichen Dozentenschaftsleiter folgendermaßen beurteilt: „Er hat früher dem Nationalsozialismus in ablehnender Weise gegenüber gestanden, ich habe jedoch den Eindruck gewonnen, daß er in klarer Weise erkannt hat, was der Nationalsozialismus für Deutschland und die Welt bedeutet“. Der Nachruf auf seinen Freund und Kollegen Hans Petersen lässt jedoch eine inhaltliche Distanzierung der Position von Curt Elze zu der Ideologie des Nationalsozialismus erkennen.

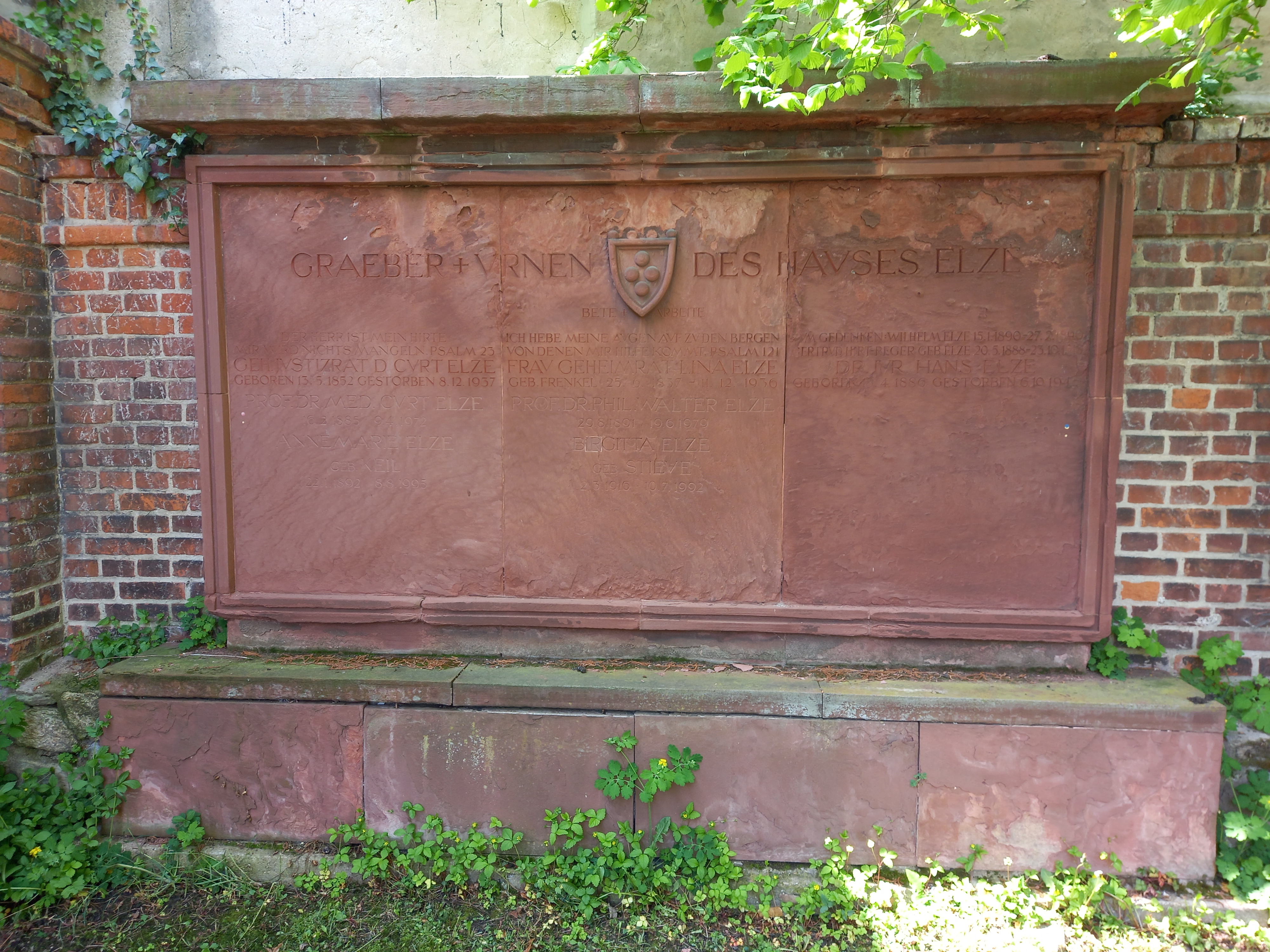
Das Grab von Curt Elze und seiner Ehefrau Annemarie geborene Keil im Familiengrab Elze auf dem evangelischen Laurentiusfriedhof in Halle

Ab April 1940 lehrte er als ordentlicher Professor Universität Würzburg, wo er dem Anatomischen Institut als Direktor vorstand. Nach der Emeritierung des Medizinhistorikers Georg Sticker 1934 hatte Elze zudem dessen Unterricht in Würzburg übernommen. Übergangsweise leitete Elze während der Abwesenheit von Ludwig Schmidt und Friedrich Keiter ab Mai 1941 auch das Rassenbiologische Institut der Universität. Nach dem Ende des Zweiten Weltkrieges nahm er, unterstützt von dem außerplanmäßigen Professor Heinrich von Hayek seine Lehrtätigkeit in Würzburg am 1. Mai 1947 kommissarisch als ordentlicher Professor für Anatomie im Institut in der Koellikerstraße 6 wieder auf und wurde dort 1952 emeritiert. Sein Nachfolger wurde Kurt Neubert (1952–1967).

## Rezeption
Curt Elze war ein Hochschullehrer par excellence. Hierbei wollte er den Hörern „ein lebendiges Bild vom Bau und Getriebe des menschlichen Körpers vermitteln“. Sein großes Anliegen war es nicht nur Mediziner, sondern Ärzte zu bilden. Hierbei war ihm eine enge Zusammenarbeit den Klinikern wichtig. So erstellte er auf Anregung von Karl Hansen und Hans Schliack hin eine detaillierte Zusammenfassung der Head-Zonen (1961).
Ab 1932 übernahm er die Weiterführung und Vollendung des Lehrbuchs Anatomie des Menschen seines Lehrers Hermann Braus. Es ist bis heute als Standardwerk der makroskopischen Anatomie zu bezeichnen. Elze hat selber über das Werk (in Anlehnung an Goethe) geschrieben: „Man lernt nichts, wenn man ihn liest, aber man wird etwas.“ Dabei bedauerte Elze die fast allgemeine Hinwendung der Anatomen zur Histologie bzw. der mikroskopischen Anatomie und zitierte gerne Kussmaul: „Ärzte ohne Anatomie gleichen den Maulwürfen: sie arbeiten im Dunkeln und ihrer Hände Werk sind Erdhügel“. Die Anatomie am lebenden Menschen gegenüber der damals herrschenden „Kathederanatomie“ war ihm wichtig. Dieser Gedanke ist später von Herbert Lippert erneut aufgegriffen worden.
Curt Elzes wissenschaftliche Interessen waren vor allem die Medizingeschichte und die Auseinandersetzung mit der anatomischen Terminologie, was sich in einer umfangreichen Liste an Publikationen widerspiegelt.
Darüber hinaus gab Elze von 1934 bis 1967 die Zeitschrift für Anatomie und Entwicklungsgeschichte heraus sowie von 1938 bis 1967 die Ergebnisse der Anatomie und Entwicklungsgeschichte. Durch die Ablehnung von unzulänglichen Manuskripten, hat er sich bei manchen Kollegen unbeliebt gemacht. Bezeichnend für sein kritisches Wesen waren seine stets ausgefeilten Buchbesprechungen, wo er seine breite Allgemeinbildung und sein hohes sprachliches Talent gerne durchschimmern ließ.

## Schriften (Auswahl)
- Beitrag zur Histologie des embryonalen Säugetierdarmes. Dissertation an der Universität Freiburg 1909.
- Studien zur allgemeinen Entwicklungsgeschichte des Blutgefäßsystems : T. 1. Anatom. u. physiol. Grundlagen. Cohen, Bonn 1913, Aus: Archiv f. mikrosk. Anat. Band 82. Abt. 1. (zugleich: Heidelberg, Med. Hab.-Schr., 1912).
- Über Form und Bau des menschlichen Magens. Winter, Heidelberg 1919.
- Der menschliche Körper. Springer, Berlin / Heidelberg / New York 1966.

### Artikel
- Hermann Braus†. In: Klinische Wochenschrift. 4. Jahrgang, Nr. 2, 8. Januar 1925, S. 95.
- Ungewohntes von Form und Wirkung der Muskeln. In: Zeitschrift für Anatomie und Entwicklungsgeschichte. Band 106, Nr. 5, Dezember 1936, S. 589–599. doi:10.1007/BF02119922.
- Die anatomischen Grundlagen der Headschen Zonen. In: Zeitschrift für Anatomie und Entwicklungsgeschichte. Band 122, Nr. 5, 1961. S. 402–413. doi:10.1007/BF00522238.

### Buchbesprechungen (Auswahl)
- Frederik Buytendijk: Allgemeine Theorie der menschlichen Haltung und Bewegung als Verbindung und Gegenüberstellung von physiologischer und psychologischer Betrachtungsweise. In: Zeitschrift für Anatomie und Entwicklungsgeschichte. Band 120, Nr. 1, 1957. S. 72. doi:10.1007/BF00523667.
- Rudolf Bachmann: Morphologie und Kunst. Vortrag an der Friedrich-Schiller-Universität zu Jena, gehalten am 12. Oktober 1955. In: Zeitschrift für Anatomie und Entwicklungsgeschichte. Band 120, Nr. 1, 1957, S. 72–73. doi:10.1007/BF00523667.
- Eugen Ludwig, Josef Klingler: Atlas cerebi humani. Der innere Bau des Gehirns, dargestellt auf Grund makroskopischer Präparate. In: Zeitschrift für Anatomie und Entwicklungsgeschichte. Band 120, Nr. 1, 1957, S. 73. doi:10.1007/BF00523667.